# Erevarde
Erevarde (em armênio: Էրէվարդ; romaniz.: Erēvard), Erevárquia (Երևարք / Երեւարք, Erevarkʿ) ou Erivárquia (Երիվարք / Երիւարք, Erivarkʿ), segundo a Geografia de Ananias de Siracena (século VII), foi um gavar (cantão) da província de Turuberânia, no Reino da Armênia. Compreendia 400 quilômetros quadrados e corresponde ao atual distrito de Carcã (Karckan), no sul do lago de Vã. É possível que fizesse parte dos domínios da família Besnúnio, uma das casas principescas da Armênia, que no reinado de Cosroes III (r. 330–339) foi exterminada por trair o reino e seu aliado, o Império Romano, ao apoiar os interesses do Império Sassânida. Desde a extinção dos Besnúnios, foi dado ao bispo de Besnúnia. Em 591, o imperador Maurício recebeu vastas porções da Armênia sassânida em compensação da ajuda militar prestada ao xainxá Cosroes II (r. 590–628). Todos os distrito que compunham Turuberânia foram incluídos na província recém-fundada da Armênia Interior.